# Giancarlo Tartoni
Giancarlo Tartoni (Vernio, Prato, 20 de novembre de 1948) és un ciclista italià, ja retirat, que fou professional entre 1969 i 1979. En el seu palmarès destaca una victòria d'etapa al Giro d'Itàlia de 1977.

## Palmarès
- 1977
  - 1r al Gran Premi de la indústria i l'artesanat de Larciano
  - Vencedor d'una etapa del Giro d'Itàlia

### Resultats a la Volta a Espanya
- 1977. Abandona (19a etapa)

### Resultats al Giro d'Itàlia
- 1969. Abandona
- 1971. Abandona (2a etapa)
- 1974. 93è de la classificació general
- 1975. 54è de la classificació general
- 1976. 60è de la classificació general
- 1977. Abandona (17a etapa). Vencedor d'una etapa
- 1978. 62è de la classificació general
- 1979. Abandona (11a etapa)